# ارمیاس سوفان
ارمیاس سوفان (نام علمی: Eremias suphani) (که معمولاً به عنوان تیزروی سوفان یا تیزروی باشوقلو (Başoğlu) شناخته می‌شود)، گونه‌ای از سوسمار است که در پیرامون دریاچه وان، ترکیه یافت می‌شود.